# Paratilapia polleni
Paratilapia polleni là một loài cá Cichlidae có kích thước trung bình sống ở Madagascar. Nó được nhà ngư loại học Hà Lan Pieter Bleeker miêu tả đầu tiên năm 1868. Năm 1882, loài thứ 2 là P. bleekeri đã được miêu tả, nhưng nó có tên đồng nghĩa là P. polleni. Nó có diện phân bố rất nhỏ và có thể là đối tượng tuyệt chủng do mất môi trường sống.